# Athlétisme aux Jeux panaméricains de 1991
Navigation
Résultats des compétitions d'athlétisme aux Jeux panaméricains de 1991 disputés à La Havane.

## Résultats

### Hommes
| Épreuve           | Or                                                                           | Argent                                                                          | Bronze                                                                                       |
| ----------------- | ---------------------------------------------------------------------------- | ------------------------------------------------------------------------------- | -------------------------------------------------------------------------------------------- |
| 100 m             | Robson da Silva 10 s 32                                                      | Andre Cason 10 s 35                                                             | Jeff Williams 10 s 48                                                                        |
| 200 m             | Robson da Silva 20 s 15                                                      | Kevin Little 20 s 63                                                            | Félix Stevens 20 s 76                                                                        |
| 400 m             | Roberto Hernández 44 s 52                                                    | Ian Morris 45 s 24                                                              | Jeff Reynolds 45 s 81                                                                        |
| 800 m             | Ocky Clark 1 min 46 s 91                                                     | Terril Davis 1 min 46 s 99                                                      | Tommy Asinga 1 min 47 s 24                                                                   |
| 1 500 m           | José Valente 3 min 42 s 90                                                   | Bill Burke 3 min 43 s 04                                                        | Dan Bertoia 3 min 43 s 71                                                                    |
| 5 000 m           | Arturo Barrios 13 min 34 s 67                                                | Ignacio Fragoso 13 min 35 s 83                                                  | Antonio Silio 13 min 45 s 15                                                                 |
| 10 000 m          | Martín Pitayo 29 min 45 s 49                                                 | Ángel Rodríguez 29 min 54 s 41                                                  | Juan Jesús Linares 30 min 09 s 58                                                            |
| Marathon          | Alberto Cuba 2 h 19 min 27 s                                                 | José Santana 2 h 19 min 29 s                                                    | Radamés González 2 h 23 min 05 s                                                             |
| 3 000 m steeple   | Adauto Domingues 8 min 36 s 01                                               | Ricardo Vera 8 min 36 s 83                                                      | Juan Ramón Conde 8 min 37 s 53                                                               |
| 110 m haies       | Cletus Clark 13 s 71                                                         | Alexis Sánchez 13 s 76                                                          | Elbert Ellis 13 s 89                                                                         |
| 400 m haies       | Eronilde de Araújo 49 s 96                                                   | McClinton Neal 50 s 05                                                          | Torrance Zellner 50 s 21                                                                     |
| 20 km marche      | Héctor Moreno 1 h 24 min 56 s                                                | Joel Sánchez 1 h 25 min 45 s                                                    | Marcelo Moreira 1 h 26 min 42 s                                                              |
| 50 km marche      | Carlos Mercenario 4 h 3 min 09 s                                             | Miguel Rodríguez 4 h 4 min 06 s                                                 | Edel Oliva 4 h 16 min 27 s                                                                   |
| 4 × 100 m         | Cuba Leandro Peñalver Félix Stevens Jorge Aguilera Joel Lamela 39 s 08       | Canada Donovan Bailey Mike Dwyer Peter Ogilvie Everton Anderson 39 s 95         | Îles Vierges des États-Unis Keith Smith Kevin Robinson Neville Hodge Derry Pemberton 41 s 02 |
| 4 × 400 m         | Cuba Héctor Herrera Agustín Pavó Jorge Valentín Lázaro Martínez 3 min 1 s 93 | États-Unis Gabriel Luke Jeff Reynolds Quincy Watts Clarence Daniel 3 min 2 s 02 | Jamaïque Patrick O'Connor Howard Burnett Michael Anderson Seymour Fagan 3 min 2 s 12         |
| Saut en hauteur   | Javier Sotomayor 2,35 m                                                      | Troy Kemp 2,32 m                                                                | Hollis Conway 2,32 m                                                                         |
| Saut en longueur  | Jaime Jefferson 8,26 m                                                       | Llewellyn Starks 8,01 m                                                         | Iván Pedroso 7,96 m                                                                          |
| Saut à la perche  | Pat Manson 5,50 m                                                            | Doug Wood 5,35 m                                                                | Ángel García 5,20 m                                                                          |
| Triple saut       | Yoelbi Quesada 17,06 m                                                       | Anísio Silva 16,72 m                                                            | Wendell Lawrence 16,69 m                                                                     |
| Lancer du poids   | Gert Weil 19,47 m                                                            | Paul Ruiz 19,30 m                                                               | C.J. Hunter 19,08 m                                                                          |
| Lancer du disque  | Anthony Washington 65,04 m                                                   | Roberto Moya 63,92 m                                                            | Juan Martínez 63,52 m                                                                        |
| Lancer du marteau | Jim Driscoll 72,78 m                                                         | Jud Logan 70,32 m                                                               | René Díaz 68,36 m                                                                            |
| Lancer du javelot | Ramón González 79,12 m                                                       | Mike Barnett 77,40 m                                                            | Luis Lucumí 77,38 m                                                                          |
| Décathlon         | Pedro da Silva 7 762 pts                                                     | Eugenio Balanqué 7 726 pts                                                      | Sheldon Blockburger 7 363 pts                                                                |

### Femmes
| Épreuve           | Or                                                                              | Argent                                                                           | Bronze                                                                                            |
| ----------------- | ------------------------------------------------------------------------------- | -------------------------------------------------------------------------------- | ------------------------------------------------------------------------------------------------- |
| 100 m             | Liliana Allen 11 s 39                                                           | Chryste Gaines 11 s 46                                                           | Beverly McDonald 11 s 52                                                                          |
| 200 m             | Liliana Allen 23 s 11                                                           | Ximena Restrepo 23 s 16                                                          | Merlene Frazer 23 s 48                                                                            |
| 400 m             | Ana Fidelia Quirot 49 s 61                                                      | Ximena Restrepo 50 s 14                                                          | Jearl Miles 50 s 82                                                                               |
| 800 m             | Ana Fidelia Quirot 1 min 58 s 71                                                | Alisa Hill 1 min 59 s 99                                                         | Celeste Halliday 2 min 01 s 41                                                                    |
| 1 500 m           | Alisa Hill 4 min 13 s 12                                                        | Letitia Vriesde 4 min 16 s 75                                                    | Sarah Howell 4 min 17 s 55                                                                        |
| 3 000 m           | Sabrina Dornhoefer 9 min 16 s 15                                                | María del Carmen Díaz 9 min 19 s 05                                              | Carmen Oliveira 9 min 19 s 18                                                                     |
| 10 000 m          | María del Carmen Díaz 34 min 21 s 13                                            | Lisa Harvey 34 min 25 s 52                                                       | María Luisa Servín 34 min 55 s 94                                                                 |
| Marathon          | Olga Appell 2 h 43 min 36 s                                                     | Maribel Durruty 2 h 46 min 04 s                                                  | Emperatriz Wilson 2 h 48 min 48 s                                                                 |
| 100 m haies       | Aliuska López 12 s 99                                                           | Odalys Adams 13 s 06                                                             | Arnita Myricks 13 s 23                                                                            |
| 400 m haies       | Lency Montelier 57 s 34                                                         | Deon Hemmings 57 s 54                                                            | Tonja Buford 57 s 81                                                                              |
| 4 × 100 m         | Jamaïque Cheryl Phillips Merlene Frazer Beverly McDonald Dahlia Duhaney 43 s 79 | Cuba Eusebia Riquelme Idalmis Bonne Julia Duporty Liliana Allen 44 s 31          | États-Unis Arnita Myricks Anita Howard Lamonda Miller Chryste Gaines 44 s 62                      |
| 4 × 400 m         | États-Unis Jearl Miles Maicel Malone Natasha Kaiser Tasha Downing 3 min 24 s 21 | Cuba Ana Fidelia Quirot Nancy McLeón Julia Duporty Odalmis Limonta 3 min 24 s 91 | Jamaïque Inez Turner Vivienne Spence-Gardner Sandie Richards Cathy Rattray-Williams 3 min 28 s 33 |
| Saut en hauteur   | Ioamnet Quintero 1,88 m                                                         | María del Carmen García 1,85 m                                                   | Jan Wohlschlag 1,80 m                                                                             |
| Saut en longueur  | Diane Guthrie-Gresham 6,64 m                                                    | Eloína Echevarría 6,60 m w                                                       | Julie Bright 6,53 m w                                                                             |
| Lancer du poids   | Belsis Laza 18,87 m                                                             | Connie Price-Smith 18,30 m                                                       | Ramona Pagel 17,76 m                                                                              |
| Lancer du disque  | Bárbara Hechevarría 63,50 m                                                     | Hilda Ramos 63,38 m                                                              | Lacy Barnes 60,32 m                                                                               |
| Lancer du javelot | Dulce García 64,78 m                                                            | Donna Mayhew 58,44 m                                                             | Herminia Bouza 56,70 m                                                                            |
| Heptathlon        | DeDee Nathan 5 778 pts                                                          | Sharon Hainer 5 770 pts                                                          | Magalys García 5 690 pts                                                                          |
| 10 000 m marche   | Graciela Mendoza 46 min 41 s 56                                                 | Debbi Lawrence 46 min 51 s 53                                                    | Maricela Chávez 47 min 44 s 73                                                                    |

## Tableau des médailles
| Rang | Nation                      | Or | Argent | Bronze | Total |
| ---- | --------------------------- | -- | ------ | ------ | ----- |
| 1    | Cuba                        | 18 | 12     | 12     | 42    |
| 2    | États-Unis                  | 9  | 15     | 16     | 40    |
| 3    | Mexique                     | 6  | 4      | 2      | 12    |
| 4    | Brésil                      | 6  | 2      | 2      | 10    |
| 5    | Jamaïque                    | 2  | 1      | 4      | 7     |
| 6    | Colombie                    | 1  | 2      | 1      | 4     |
| 7    | Chili                       | 1  | 0      | 0      | 1     |
| 8    | Canada                      | 0  | 3      | 2      | 5     |
| 9    | Suriname                    | 0  | 1      | 1      | 2     |
| —    | Bahamas                     | 0  | 1      | 1      | 2     |
| 11   | Uruguay                     | 0  | 1      | 0      | 1     |
| —    | Trinité-et-Tobago           | 0  | 1      | 0      | 1     |
| 13   | Îles Vierges des États-Unis | 0  | 0      | 1      | 1     |
| —    | Argentine                   | 0  | 0      | 1      | 1     |